# Marder III
Marder III era uma série de destruidor de tanques alemão da Segunda Guerra Mundial. Eles carregavam canhões antitanque soviéticos ou alemães - 76.2 mm F-22 1936 ou 7.5 cm PaK 40, respectivamente - em um compartimento aberto em cima dos chassis do Panzer 38(t). Eles ofereciam pouca proteção aos tripulantes, mas adicionavam considerável poder de fogo aos tanques alemães da época. Estiveram em produção de 1942 a 1944 e serviram em todas as frentes de batalha até o fim da guerra, junto com o modelo similar Marder II. A palavra alemã Marder significa "marta" em português, um mamífero da mesma família do furão.

## História
Nos passos iniciais da Operação Barbarossa, a Wehrmacht sentiu a necessidade de uma solução antitanque mais móvel e poderosa do que os canhões antitanque rebocados, como o PaK 36, ou destruidores de tanques autopropulsados como o Panzerjäger I. Esta necessidade tornou-se urgente em 1942, quando projéteis disparados por armas consideradas antitanque falharam em penetrar a então nova blindagem dos tanques soviéticos, como por exemplo o T-34 e o KV-1.
Como solução temporária, foi decidido usar veículos franceses capturados, como o Lorraine (Marder I), tanques obsoletos excedentes, como o Panzer II alemão (Marder II), e o tanque checo Panzer 38(t) (Marder III) como base para destruidores de tanques improvisados. O resultado foi a série de veículos Marder, que eram equipadas com peças 76.2 mm F-22 1936 soviéticas ou canhões antitanque 7.5 cm PaK 40 alemães em versões posteriores. Devido a limitações de peso, espaço e tempo, a série Marder possuía blindagem relativamente inferior comparada a de outros veículos blindados da época. Esta blindagem fina formava um escudo capaz apenas de proteger a tripulação contra estilhaços e disparos de armas leves na parte frontal e lateral. Todos os veículos desta série tinham o topo aberto, embora alguns exemplares contavam com uma lona para proteger os tripulantes de intempéries. Neste sentido, o Marder era muito mais uma peça de artilharia do que uma destruidor de tanques capaz de combater diretamente tanques inimigos.

## Desenvolvimento

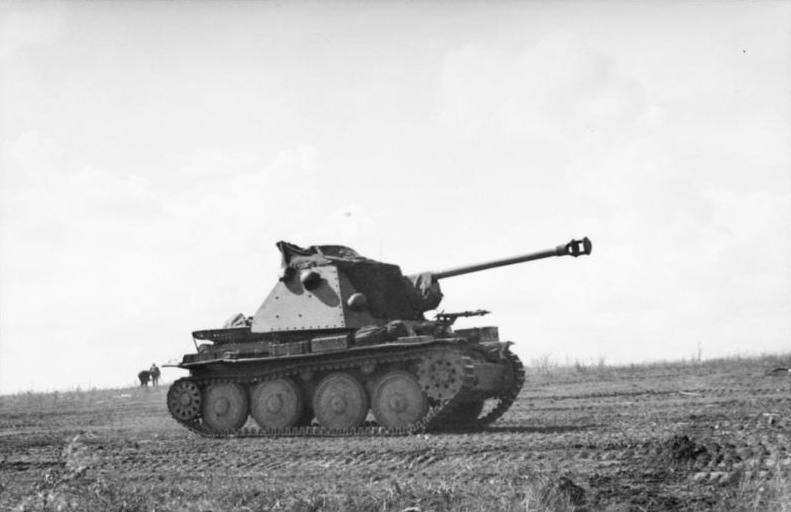
Marder III Ausf. H no Fronte Leste.

### MarderIII, Sd.Kfz. 139
Enquanto o Panzer 38(t) tornou-se completamente obsoleto como tanque no começo de 1942, ele ainda era uma plataforma excelente e capaz para ser adaptado como destruidor de tanques, dentre outras aplicações. Após a captura de grandes números de canhões antitanque soviéticos 76.2 mm F-22 1936, a decisão de montá-los no Panzer 38(t) foi tomada.
Para isso, a produção em massa do Panzer 38(t) Ausf. G foi parada e uma superestrutura modificada foi fixada no chassi padrão do tanque ao invés de uma torreta. Esta estrutura superior comportava a arma antitanque e formava um escudo, provendo proteção limitada para o comandante, artilheiro e municiador. A proteção desta blindagem variava entre 10 a 50 mm, com nenhuma blindagem acima e atrás do compartimento que a tripulação ocupava. O veículo possuía uma silhueta maior que a do Panzer 38(t) original, tornando-o mais vulnerável a fogo inimigo.
O projétil hoje chamado 7.62 cm PaK 36(r) foi recalibrado para o cartucho mais potente do PaK 40[carece de fontes?] alemão e 30 unidades para arma principal eram carregados dentro do veículo. Além da arma principal, havia uma metralhadora de 7.92 mm montada no chassi.
Este destruidor de tanques foi colocado em produção como Panzerjäger 38(t) für 7.62 cm PaK 36(r), Sd.Kfz. 139. Um total de 344 unidades foram fabricadas em três séries, de abril até novembro de 1942. Os números de chassi eram 1360-1479, 1527-1600 e 1601-1750.

### MarderIII Ausf. H,Sd.Kfz. 138
A variante seguinte do Marder III carregava o canhão antitanque padrão 7.5cm PaK 40 no chassi do Panzer 38(t) ligeiramente modificado. Este chassi ainda tinha o motor na parte traseira, mas ao contrário do modelo anterior, este tinha o compartimento de combate do Panzer 38 no centro. Isso permitia que a tripulação ficasse mais baixa e no centro do veículo, diminuindo a exposição dos tripulantes a disparos de armas leves e estilhaços. Porém, devido ao motor montado na parte traseira do veículo, havia espaço para apenas dois tripulantes na parte central. A blindagem lateral maior provinha proteção adicional à tripulação. No entanto, a blindagem fina em formato de ferradura protegia apenas a frente e as laterais; a traseira e o topo ficavam expostos. Eram levados trinta e oito projéteis para a arma principal. Assim como o Sd.Kfz.139, este veículo também carregava uma metralhadora 7.92 mm de fabricação checa no chassi.
O nome completo da variante Ausf. H era 7.5 cm PaK 40/3 auf Panzerkampfwagen 38(t) Ausf. H, Sd.Kfz. 138. Um total de 275 unidades foram fabricadas em duas séries, de novembro de 1942 até abril de 1943. Um adicional de 175 unidades foram convertidas de Panzers 38(t) em 1943. Os números de chassi dos novos veículos eram 1751-2075 e 2121-2147 (concorrendo com a produção simultânea do Grille).

### MarderIII Ausf. M,Sd.Kfz. 138
A última variante do Marder III era baseada no Geschützwagen 38(t) Ausf. M, um veículo projetado para ser usado como artilharia autopropulsada, novamente equipada com o canhão antitanque 7.5 cm PaK 40. O Ausf. M era a última variante da série Marder e apresentava uma melhora significante em relação aos modelos anteriores, com sua silhueta mais baixa, blindagem oblíqua e compartimento de combate muito mais funcional. Nesta variante, o motor foi movido da traseira para o meio, entre o motorista e o restante da tripulação. Pelo fato de não ter motor na traseira, a arma e a tripulação não precisavam ficar em cima do deck do motor, como nos modelos anteriores. O compartimento de combate podia ser baixado até o piso inferior onde o motor costumava ficar, com menor exposição da tripulação, assim como visibilidade. Ao contrário dos dois modelos anteriores do Marder III, o compartimento de combate era fechado na traseira, protegendo a tripulação até a metade de sua altura. Era aberto no topo e podia carregar apenas 27 projéteis. A metralhadora na frente foi removida na versão Ausf. M em favor da MG 34 ou MG 42 carregada pela tripulação. Nos dois modelos anteriores, o comandante atuava como artilheiro. Já no Ausf. M, o operador de rádio foi movido para a traseira junto com o comandante e o artilheiro, para servir como municiador. A efetividade de combate aumentou por que o comandante não precisava mais operar o canhão.
O nome completo da variante Ausf. M era Panzerjäger 38(t) mit 7.5 cm PaK 40/3 Ausf. M, Sd.Kfz. 138. Foi a variante produzida em maior quantidade, com 942 unidades fabricadas em duas séries, de maio de 1943 até maio de 1944. Os números de chassi eram 2166-2600 e 2601-3600 (concorrendo com a produção simultânea do Grille e do Flakpanzer 38(t)).

## Histórico de Combate

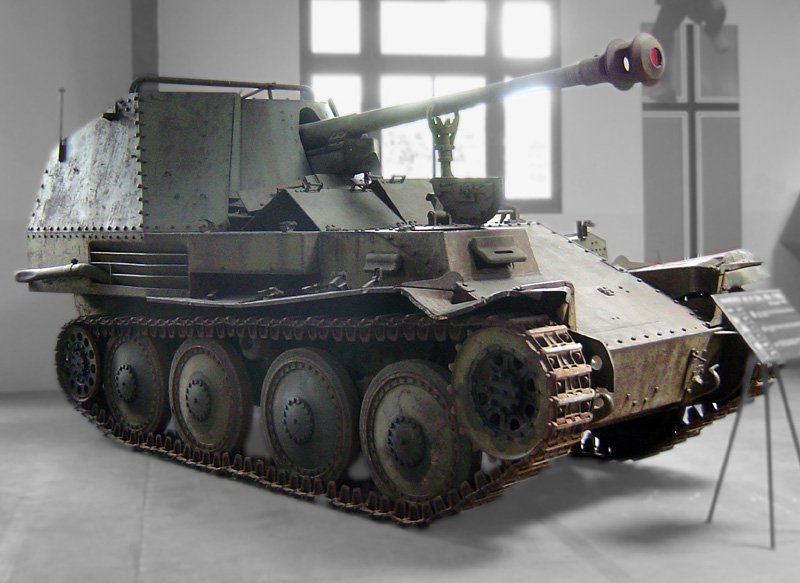
Marder III em exposição no Musée des Blindés, em Samur.

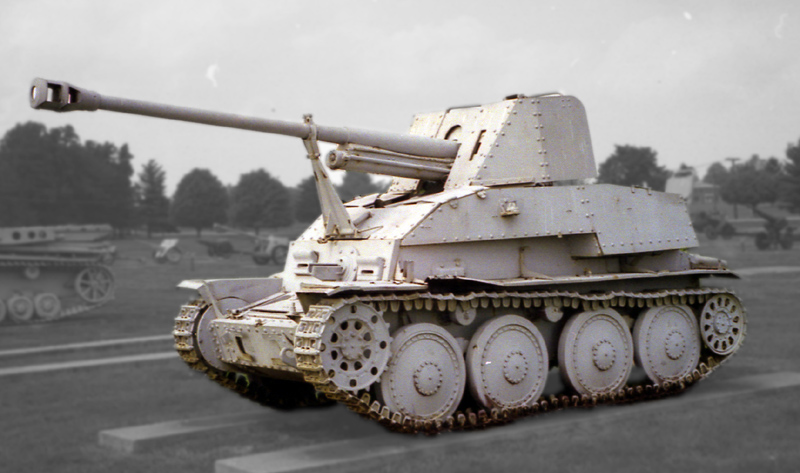
Marder III (Sd.Kfz.139) em exposição no US Army Ordnance Museum, em Aberdeen.

Os vários modelos do Marder III combateram em todas os frontes europeus assim como no norte da África, com o Sd. Kfz. 139 sendo usado principalmente no Fronte Leste, embora algumas unidades também combateram na Tunísia. Em fevereiro de 1945, cerca de 350 Ausf. M ainda se encontravam em serviço.
Os Marder III eram usados pelos Panzerjäger Abteillungen das divisões Panzer tanto do Heer como das Waffen SS, e também por várias unidades da Luftwaffe, como a divisão Hermann Göring.
Os Marder III eram mecanicamente confiáveis, com todas as variantes baseadas no chassi LT-38 checoslovaco. Seu poder de fogo era suficiente para destruir a maior parte dos tanques soviéticos no campo de batalha em alcance de combate.
As fraquezas dos Marder III eram principalmente ligadas a sobrevivência. A combinação de silhueta alta e compartimento aberto na parte superior os tornava vulneráveis a fogo de artilharia indireta. A blindagem também era bem fina, tornando-o altamente vulnerável a tanques inimigos e disparos de metralhadora a curta distância.
Os Marders não eram veículos de assalto nem substitutos de tanques; o compartimento aberto na parte superior indicava que operações em áreas urbanas ou outras situações de combate de curto alcance muito arriscadas. Eles eram melhores empregados em papeis defensivos ou de observação. Apesar de sua mobilidade, eles não substituíram armas antitanque rebocadas.
Em março de 1942, antes da aparição do Marder III, a Alemanha já havia iniciado a produção do StuG III, que possuía capacidade antitanque comparável (StuG III Ausf. F e variantes posteriores). Estes eram veículos totalmente blindados, fabricados em números muito maiores dos que os vulneráveis Marder III. Dentre os vários destruidores de tanques alemães totalmente blindados, um baseado no chassi do Panzer 38(t) foi fabricado em números consideráveis até 1944: o Jagdpänzer 38(t). A série Marder levemente blindada foi descontinuada em favor do Jagdpänzer 38(t), mas os Marder serviram até o fim da guerra.